# 渡辺篤史
渡辺 篤史（わたなべ あつし、1947年〈昭和22年〉11月28日 - ）は、日本の俳優、タレント、ナレーター。本名、同じ。所属事務所は劇団若草→グループ71→ぷろだくしょん「道」→フリーポート→バーンズ→I・T企画。日本大学鶴ヶ丘高等学校卒業、日本大学文理学部国文学科中退。

## 来歴・人物
茨城県下妻市生まれ。幼少時代に両親が離婚、母方に引き取られて育つ。小学3年のときに上京、5年のとき茨城なまりを矯正するため、劇団若草に入団。1960年、フジテレビのドラマ『にあんちゃん』でデビュー。翌1961年、同じくフジテレビ『三太物語』に主演、子役として人気を獲得。以降、多数のテレビドラマ、映画に出演、個性的な脇役として多彩なジャンルの作品で活躍した。日本大学鶴ヶ丘高等学校卒業、日本大学文理学部国文学科中退。既婚、二女あり。
近年はテレビの情報番組、旅番組、ドキュメンタリー番組、テレビCMのナレーター、リポーターとしての活躍が多く、1989年にテレビ朝日系列でスタートした『渡辺篤史の建もの探訪』は、毎週ユニークな一戸建てを紹介する住宅情報番組で、2019年3月には30周年を迎えて長寿番組となっている。渡辺自身はこの番組で出会ったユニークな家を参考に自宅を建てている。
2010年4月から2014年3月まで、神戸芸術工科大学の環境・建築デザイン学科の客員教授を務めた。
趣味はオーディオ、陶芸。得意なスポーツはボクシング、テニス。特にテニスの腕前はプロ級といわれるほどである。小説家の長塚節は親戚である。

## エピソード
- 大学2年のときに当時としては巨額である数千万円の借金を抱えている。母親がある占い師を信じ、株式を購入していくうちに借金が雪だるま式に増えてしまい、さらに渡辺本人も連帯保証人を引き受けてしまった。これにより、彼の自宅は差押えされてしまう。しかし、脚本家の佐々木守の助言もあり、テレビドラマのレギュラー出演を掛け持ちしながら借金を返済。35歳で完済するまで15年かかった[1]。
- 現在の仕事は『建もの探訪』がほぼ中心となっているが、『お荷物小荷物』の出演者が2005年に神戸で同窓会を開いたときには参加している[2]。
- 現在、口髭が渡辺のトレードマークとなっているが、20歳代の半ばにもコミカルな演技を強調するためにたくわえていた。『ぶらり信兵衛 道場破り』で「髭の威を借りなくても大丈夫だろう」と剃り落としたら、周囲から反対されたこともあった。このため、付け髭で代用した[3]。先述の俳優活動休止後、再び口髭を生やしている。
- トレードマークである左頬のほくろは、新聞や雑誌の広告によっては消えて写っていることもあった。
- 「建もの探訪」でのリポートの様子は、小堺一機やイジリー岡田など、ものまねレパートリーとなっている。（訪問先の家を褒める決まり文句の「いいですね〜」や次の部屋を見せて欲しいという意味の「わかりました」という言葉など）
- 2007年2月28日に放送された『水曜どうでしょう』「ヨーロッパ20カ国完全制覇 〜完結編〜」第7夜において、大泉洋が渡辺のモノマネで「小林製薬の糸ようじ」と連呼するシーンが放送された。このシーンは視聴者から好評を博し[4]、後日、小林製薬から大量の糸ようじが『水曜どうでしょう』の放送局である北海道テレビに届けられたほか、渡辺本人も大泉にビデオレターを送っている。また放送当時、渡辺は小林製薬のCMに出演してはいたものの、糸ようじのCMに出演したことはなかった（これについてはモノマネをした大泉自身も放送中に「絶対に渡辺篤史さんは言いませんけど」と発言している）が、放送から3年後の2010年に渡辺が出演する糸ようじのCMが放送された。このCMの最後では渡辺による「小林製薬の糸ようじ」というナレーションが入っている。

## 主な出演

### テレビドラマ
- 今年の恋【テレビドラマ版】（1968年）
- にあんちゃん（1960年、CX）
- 三太物語（1961年、CX）
- 特別機動捜査隊（NET・東映東京）
  - 第173話「若い炎」（1965年2月17日放映）
  - 第275話「猫と乳母車」（1967年2月1日放映）
- 青空に落書きしよう（1966年、CX）
- 三匹の侍（CX）
  - 第4シリーズ 第2話「血闘」（1966年10月13日放映） - 野田 役
  - 第4シリーズ 第25話「闘い / 雪の章」（1967年3月23日放映） - 平太 役
  - 第6シリーズ 第8話「犬侍奮戦録」（1968年） - 伊佐 役
- 東芝日曜劇場（TBS）
  - 『海はこたえず』（1966年11月6日放映、HBC。芸術祭参加作品）
  - 『女たちの忠臣蔵』（1979年12月9日放映、1200回記念作品） - 大石瀬左衛門 役
  - 『女たち』（1978年11月5日放映、TBS） - 高橋洋二 役
  - 『母と恋人』（1984年6月3日放映）
  - 『日曜のいちごジュース』（1990年9月23日放映、HBC）
- あゝ同期の桜（第15話「怒りの翼」 / 1967年7月13日放映、NET・東映東京）
- 続・風と樹と空と 第10話「あの空に唄声を」（1967年9月25日放映、NTV・松竹）
- 渥美清の泣いてたまるか（1967年、TBS・国際放映）
- 刑事さん（第2シリーズ第8話「容疑の曲がり角」 / 1968年2月20日放映、NET・東映東京）
- 青い太陽（1968年、NET・東映東京）
- お嫁さん（1968年 - 1969年、CX・松竹）
- 連続テレビ小説（NHK）
  - 信子とおばあちゃん（1969年）
  - マー姉ちゃん（1979年）
  - 凛凛と（1990年）
- 太陽ともぐら 第1シリーズ（1969年、CX）
- マキちゃん日記（1969年、YTV・宝塚映像）
- 五番目の刑事（第21話「さらば、白銀の荒野」 / 1970年2月26日放映、NET・東映東京）
- おれの義姉さん（1970年、CX）- 沖望 役
- お荷物小荷物（1970年=沖縄編 - 1971年=カムイ編、ABC） - 滝沢智（四男）役
- 恋愛術入門（第4話「ペンフレンド」 / 1970年11月8日放映、TBS）
- ザ・ガードマン（第298話「大人を恨みます! 17才の心中」 / 1970年12月18日放映、TBS・大映テレビ室） - 三田守 役
- 負けられません!（1971年、ABC）
- 焼きたてのホカホカ（1971年、NTV）
- 軍兵衛目安箱（1971年、NET・東映京都）
- 清水次郎長（1971年、CX・東映京都）- 伊達五郎 役
- 青空浪人（1971年、NTV・ユニオン映画）
- プレイガール（第132話「欲望という名の欠陥車」 / 1971年10月11日放映、12ch・東映東京）
- 女・おとこ（1971年、NET）
- 天皇の世紀（最終回「壊滅」 / 1971年11月27日放映、ABC・国際放映）
- 夫婦学校（第17話「世話好き女房」 / 1972年1月27日放映、NTV）
- 荒野の素浪人（第1部 第10話「反逆　隠し砦の血闘」 / 1972年3月7日放映、NET・三船プロ）
- 花嫁はおかみさん（1972年、CX）
- お祭り銀次捕物帳（1972年、CX・東映京都）
- 太陽にほえろ!（第14話「そして拳銃に弾をこめた」 / 1972年10月20日放映、NTV・東宝） - 哲男 役
- 冬物語（1972年、NTV・石原プロ）
- ゲンコツの海（1973年、KNB・国際放映）
- 気になる関係（1973年、MBS）
- 新書太閤記（1973年、NET・東映東京）
- 嫁チャンポン（1973年、ABC）
- 剣客商売（東宝・俳優座版、第17話「兎と熊」 / 1973年7月21日放映、CX） - 内田久太郎（秋山小兵衛の元門弟）役
- 水滸伝（1973年、NTV・国際放映） - 阮小七 役
- ぶらり信兵衛 道場破り（1973年、CX・東映京都） - 駕籠かきの銀太 役
- てんつくてん（1973年、NTV）
- 大江戸捜査網 第3シリーズ（12ch・三船プロ）
  - 第6話「幻の岡っ引き」（1973年10月27日放映） - 次郎吉 役
  - 第87話「殺人依頼の謎」（1975年5月17日放送） - 紋太 役
  - 第142話「必殺! 捨身の勝負」（1976年6月5日放映） - 巳之吉 役
- 銭形平次（CX・東映京都）
  - 第400話「お光の縁談」（1974年1月2日放映） - 常吉 役
  - 第671話「故郷の祭ばやし」（1979年5月9日放映） - 朝吉 役
- アドベンチャーコメディ 夏の家族（1974年、CX・国際放映・プロデューサー／プレイヤー）
- となりのとなり（1974年、NTV）
- 運命峠（1974年、KTV・東映京都） - 千里運天 役
- 傷だらけの天使（第20話「兄妹に十日町小唄を」 / 1975年2月15日放映、NTV・東宝）
- 夜明けの刑事（TBS・大映テレビ）　
  - 第23話「新人歌手殺人事件」（1975年3月5日放映）
  - 第62話「お願い私を殺さないで!!」（1976年3月3日放映）　- 中野
- 鬼平犯科帳（NET→ANB・東宝）
  - 丹波哲郎版・第2話「雨隠れ鶴吉」（1975年4月9日放映） - 鶴吉 役
  - 萬屋錦之介版・第3シリーズ第15話「夜狐」（1982年7月27日放映）
- 剣と風と子守唄（第13話「戦場の天使」/ 1975年6月24日放映、NTV・三船プロ） - 山田弥一郎 役
- 必殺シリーズ（ABC・松竹京都）
  - 必殺仕置屋稼業（1975年） - 捨三 役
  - 必殺仕業人（1976年） - 捨三 役
  - 必殺渡し人（1983年） - 大吉 役
- どてらい男・激動編（1975年、KTV）
- 大都会 闘いの日々（第3話「身がわり」 / 1976年1月20日放映、NTV・石原プロ）
- ケンちゃんシリーズ（TBS・国際放映）
  - フルーツケンちゃん（1976年） - マラソン先生 役
  - パン屋のケンちゃん（1977年） - ホームラン先生 役
  - スポーツケンちゃん（1978年） - ホームラン先生 役
- グッドバイ・ママ（1976年、TBS）
- 刑事物語・星空に撃て!（1976年、CX） - 矢田勲 役
- 喜びも悲しみも幾歳月（1976年、NTV）
- 非曲・禁じられた愛（1977年、YTV）
- 人形佐七捕物帳（1977年、ANB・東映京都）- きんちゃくの辰 役
- 江戸の旋風シリーズ（CX・東宝）
  - 同心部屋御用帳 江戸の旋風III（第13話「おかしな約束」 / 1977年7月21日放映）
  - 同心部屋御用帳 新・江戸の旋風（1980年） - 日暮晋作 役
  - 同心部屋御用帳 新・江戸の旋風（1984年、時代劇スペシャル） - 日暮晋作 役
- おくどはん（1977年、ABC・テレパック）
- 炎の家 愛は二度生まれる（1978年、KTV）
- 魂の試される時（1978年、CX）
- 木曜座
  - 華やかな孤独（1978年、TBS・テレパック）
  - あした泣く（1978年、TBS・木下プロ）
- 新・座頭市（第2シリーズ 第19話=最終回「めの字の置きみやげ」/ 1978年5月22日放映、CX・勝プロ）
- 緑の夢を見ませんか?（1978年、ANB）
- 銀河テレビ小説（NHK）
  - 幸福駅周辺（1978年） - 本間耕一 役
- 明日の刑事（第40話「ピストルを喰った男と女」/ 1978年8月2日放映、TBS・大映テレビ）
- 道（1978年、TBS ） - 大坊吾郎 役
- 土曜ワイド劇場（ANB）
  - 『松本清張の犯罪広告』（1979年1月20日放映、松竹）
  - 『女49歳の決算』（1983年4月23日放映、ABC・大映映像・大映京都映画撮影所）
  - 『横溝正史の真珠郎 金田一耕助の愛した女“怪しい美少年の正体は……”』（1983年10月8日放映、にっかつ撮影所）
- 伝七捕物帳（ANB版第4話「あに、いもうと」/ 1979年3月4日放映、国際放映）
- 江戸を斬るIV（第4話「人情大工裁き」/ 1979年3月5日放映、TBS・C.A.L）
- 俺たちは天使だ!（1979年、NTV・東宝） - 島岡到（NAVI）役
- 青春諸君!（1979年、TBS・木下プロ）
- 風神の門（1980年、NHK） - 猿飛佐助  役
- ゆく道くる道わかれ道（1980年、CX『土曜ナナハン学園危機一髪』）
- 江戸の朝焼け（1980年、CX・東宝）
- 本郷菊坂赤門通り（1981年、CX）
- 俺はおまわり君（1981年、NTV・ユニオン映画）
- 春まっしぐら!（1981年、TBS・木下プロ）
- 続・思えば遠くへ来たもんだ（1981年、TBS・木下プロ）
- 文吾捕物帳（1981年、ANB・三船プロ）
- われら動物家族（1981年、TBS・木下プロ）
- 松平右近事件帳（1982年、NTV・ユニオン映画）- 梅吉 役
- ゴールデンワイド劇場『終着駅はまだ遠い 息子と娘、嫁の婿の事情』（1982年5月24日、ANB） - 井村礼二 役
- 鬼平犯科帳 第3シリーズ 第15話「夜狐」（1982年、テレビ朝日 / 東宝） - 夜狐の弥吉 役
- 徳川家康（1983年、NHK） - 奥平信昌 役
- あなたの女房よ（1983年、CX・東映東京）
- 事件記者チャボ!（1983年、NTV・ユニオン映画）
- 木曜ゴールデンドラマ（YTV）
  - 『火の女』（1984年6月）
  - 『マルタの女1』（1988年8月）
  - 『お墓やぁ〜い!』（1989年7月）
  - 『生きてる限り愛したい』（1990年2月）
- 月曜ドラマランド『てんてん娘』（1984年6月、CX）
- 24時間テレビ障害者福祉ドラマ『さよならは涙を拭いてから』（1984年8月、NTV）
- 三国志（1985年・1986年、NTV、アニメ） - 張飛翼德 役。声のみ
- 火曜サスペンス劇場（NTV）
  - 『心身症の犬』（1985年3月26日）
  - 『追いつめられた女』（1988年3月8日）
  - 『雨月荘殺人事件』（1988年10月18日、東映東京） - 藤本二三夫 役[5]
- 私鉄沿線97分署（第30話「栄転!サヨナラ杏子ちゃん!!」/ 1985年6月2日放映、ANB・国際放映）
- 特捜最前線（1985年 - 1987年、ANB・東映東京） - 時田伝吉 役
- 阪急ドラマシリーズ/はずめ!イエローボール（1987年、KTV・宝塚映像） - 藤倉信夫 役
- 若大将天下ご免! 第29話「往け!結城小太郎もう一人」（1987年、ANB・東映京都） - 結城小太郎 役
- 徳川家康（1988年、TBS大型時代劇スペシャル）
- 女性作家サスペンス「燃え尽きるまで…」（1988年、KTV）
- じゃあまん探偵団 魔隣組（1988年、CX・東映東京） - シャーロックおじさん 役
- 火曜スーパーワイド（いずれもABC制作分）
  - 『君の名はかぼちゃ、ママの不倫!?』（1988年8月30日、アズバーズ）
  - 『冷血女教師の熱血修学旅行』（1990年3月13日、国際放映）
- 忠臣蔵・いのちの刻（1988年、TBS） - 左右田孫兵衛 役
- 泣くなセン!燃える男 〜星野仙一物語（1988年大晦日、TBS・AVEC）
- 坂本龍馬（1989年、TBS大型時代劇スペシャル）
- 月曜・女のサスペンス『魔性の宿 密会殺人事件』（1990年10月15日、TX）
- 現代推理サスペンス『悪者は誰?愛妻が選ぶ、甘く危険な関係』（1991年1月14日、KTV）
- 暴れん坊将軍IV（1991年 - 1992年、ANB（現・テレビ朝日）・東映京都） - め組の小頭 紋次郎 役
- 裸の大将 75 清も参ったわんぱく坊や 高岡編（1995年、KTV・花王ファミリースペシャル）
- 噂の探偵QAZ（1995年、NTV）
- Dr.伊良部一郎（2011年、EX、ナレーションのみ）

### バラエティ・情報番組・ドキュメンタリー
- カリキュラマシーン（1974年 - 1978年、日本テレビ系）
- おしゃべり人物伝（1985年、NHK） - アイザック・ニュートン、ピエール・キュリー役、松尾芭蕉
- TVムック・謎学の旅（1985年 - 1992年、日本テレビ系）
- 午後は○○おもいッきりテレビ（日本テレビ系、不定期にゲスト出演。）
- 渡辺篤史の建もの探訪（1989年 - 継続中、テレビ朝日系）
- 知ってるつもり?!（1989年 - 2002年、日本テレビ系） - ナレーション
- スーパーテレビ情報最前線（1991年 - 2005年、日本テレビ系） - ナレーション
- 生きもの地球紀行（1992年 - 2001年、NHK） - ナレーション
- 驚きももの木20世紀（1993年 - 1999年、ABCテレビ、テレビ朝日系） - ナレーションのみ
- 人間!ホットアイ（テレビ朝日系） - ナレーション
- ニュースシャトル（テレビ朝日系）
- ものまねバトル（日本テレビ系、審査員として不定期にゲスト出演。エピソードを参照）
- 笑顔がいちばん!（1993年 - 2004年、TBS系） - ナレーション
- 奇跡の生還! 九死に一生スペシャル（1994年 - 2007年、日本テレビ系） - ナレーション
- キッセイスペシャル『サイエンスメルヘン 最後の桃源郷フンザ』（1999年1月、長野朝日放送制作） - ナレーション
- マグロに賭けた男たち（2003年 - 2020年、テレビ朝日系） - ナレーション
  - 新マグロに賭けた男たち（2022年 - 、テレビ東京→Paravi）
- ドタンバ!!（2008年、日本テレビ） - ナレーション
- 情報ライブ ミヤネ屋 （読売テレビ、日本テレビ系） - 2008年よりコメンテーターとして不定期に出演
- 学べる!!ニュースショー!（2008年 - 、テレビ朝日系） - ナレーション
- 感動!北の大自然スペシャル　森のラブレター（2009年2月11日・2010年1月9日、TBS）
- サラリーマンNEO Season 4（NHK） - 「サラリーマン夢探訪」のナレーション
- グラン・ジュテ 私が跳んだ日（NHK教育） - 2009年度のナレーション
- 渡辺篤史の照明探訪（2010年3月22日、BS朝日）

### 映画
- 目をつぶって突っ走れ（1962年、日活。デビュー作） - 鈴木麻男 役
- 最後の特攻隊（1970年、東映東京） - 吉川飛長 役
- 幕末（1970年、中村プロ） - 士官・菅 役
- 新網走番外地 吹雪のはぐれ狼（1970年、東映東京） - 早瀬鉄男 役
- 海兵四号生徒（1971年、大映京都） - 盛田修平 役
- 三億円をつかまえろ（1975年、松竹大船） - 米田 役
- がんばれ!若大将（1975年、東宝） - 長谷川吾郎 役
- 先生のつうしんぼ（1977年、日活児童映画） - 古谷昭一 役
- 沖縄10年戦争（1978年、東映京都） - 川満弘 役
- お嫁にゆきます（1978年、東宝・ホリ企画制作） - 田代圭介 役
- 茗荷村見聞記（1979年、現代プロ） - 春木 役
- ビルマの竪琴（1985年、フジテレビ・博報堂・キネマ東京） - 小林上等兵 役
- 山下少年物語（1985年、キネマ東京） - 山下六男（山下泰裕の父）役
- 鹿鳴館（1986年、MARUGEN-FILM） - 馭者・赤星以蔵 役
- バツ&テリー（アニメ。1987年、サンライズ・松竹） - 桐島 役
- マイフェニックス（1989年、東宝） - 杉浦コーチ 役
- 王様の漢方（2002年、アスミック・エース エンタテインメント） - 市川一雄 役
- 丹下左膳 百万両の壷（2004年、エデン）

### CM
- サントリー（リザーブ、ナレーションのみ）

※出演は倍賞千恵子
- ライオン（アクロン、薬用歯磨き・ハイテクト）
- 鈴木日本堂（トクホン、三遊亭圓右と共演、1978年）[6]
- マスヤ（おにぎりせんべい）
- Honda（アクティ）
- タイガー魔法瓶（カセットコンロ、ランチジャー「お弁当」）
- 日清食品（日清飯店シリーズ、加賀まりこと共演、1983年）
- 国鉄（現：JRグループ）
- 三菱自動車（ディアマンテ（初代）・ナレーションのみ）
- 興和（フィニッシュコーワ・発売当初から「歌手の小金沢君」篇まで・ナレーションのみ）
- 小林製薬（糸ようじナレーション）
- JR東日本（踏切事故防止啓発CMナレーション）
- サンゲツ
- 映画『悪魔の棲む家』DVDリリースCM

※彼が“建もの探訪”風に悪魔の家を解説する。
- ソフトバンクモバイル（ホワイトプランテレビCMナレーション）
- KIRIN（一番搾り・ナレーションのみだが、「富山のブリ」篇では顔出し出演も）
- 東京ガス（ENE-FARM「渡辺篤史が、帰らない。」シリーズ）
- メットライフ生命保険（やさしくそなえる医療保険）

## 著書
- 『渡辺篤史のこんな家を建てたい』（1996年、講談社／2001年、講談社文庫）ISBN 4062731495
- 『渡辺篤史のこんな家に住みたい』（1998年、講談社）ISBN 4062091682
- 『渡辺篤史のこんな家で暮らしたい』（2002年、講談社）ISBN 4062109913
- 『渡辺篤史のこんな家を創りたい』（2004年、講談社）
- 『渡辺篤史の建もの探訪BOOK』（2009年、朝日新聞出版）ISBN 4022723742
- 『渡辺篤史の建もの探訪BOOK 25周年スペシャル版』（2014年、朝日新聞出版）

### 共著・監修
- 『おしゃれなインテリア　なりたいな、おしゃれ・マナーの名人』 (こどもくらぶ 編著、1999年、岩崎書店）、児童向けの監修
- 『元気が育つ家づくり 建築家×探訪家×住み手』（2005年、岩波書店）、仙田満と共著

## 音楽
- 海はいつでも（『ゲンコツの海』主題歌・ビクターレコード、1973年）
- オレはついてこい!（『パン屋のケンちゃん』イメージソング、1977年）